# 뱀파이어 연인
뱀파이어 연인(The Vampire Lovers)은 영국에서 제작된 로이 워드 베이커 감독의 1970년 공포 영화이다. 잉그리드 핏 등이 주연으로 출연하였고 해리 파인 등이 제작에 참여하였다.

## 출연

### 주연
- 잉그리드 핏
- 조지 콜

### 조연
- 케이트 오마라
- 피터 커싱
- 페르디 마이네
- 더글러스 윌머
- 매들린 스미스
- 돈 아담스

## 제작진
- 원작자: 쉐리단 르 파누
- 미술: 스콧 맥그리거
- 의상: 브라이언 콕스